# Regionalismo bien entendido
El «Regionalismo bien entendido», a vegades «sano regionalismo bien entendido» (generalment en castellà; literalment «regionalisme ben entés»), és una expressió que fa referència a una forma de regionalisme espanyol, en particular aquell que van promoure determinats sectors del franquisme, que es caracteritza per la seua compatibilitat i fins i tot la seua adhesió a un nacionalisme espanyol centralista. El terme s'aplica especialment al País Valencià, en aquest cas com a «valencianismo bien entendido» («valencianisme ben entés»).
Entre els seus principals representants figuren Miguel Ramón Izquierdo (1919-2007), últim alcalde franquista de València (1973-1979), i Ignacio Carrau (1923-2015), últim president franquista de la Diputació provincial de València (1975-1979), ambdós blaveristes primigenis.
També es pot aplicar ocasionalment en altres períodes històrics, per exemple per a qualificar alguns autors conservadors de la Renaixença valenciana, com ara Teodor Llorente.